# Perdaxius
Perdaxius (Perdaxus in sardo) è un comune italiano di 1 282 abitanti della provincia del Sulcis Iglesiente.

## Geografia fisica

### Territorio
Si trova nel pieno centro del bacino minerario del Sulcis a 98 metri sopra il livello del mare su un territorio pianeggiante circondato da rilievi collinari tra cui monte Narcao e monte S'Orcu ed è attraversato dal rio Monte S'Orcu che sfocia nel lago artificiale di Monte Pranu. La zona è ricca di piombo argentifero estratto dalle miniere di Peppixedda e di San Simplicio ora abbandonate.

## Origini del nome
Molto probabilmente il suo nome trae origine dal latino Petrarium che vuol dire "luogo pietroso" forse suggerito dal massiccio roccioso di monte s'Orcu, in cui sorge.

## Storia

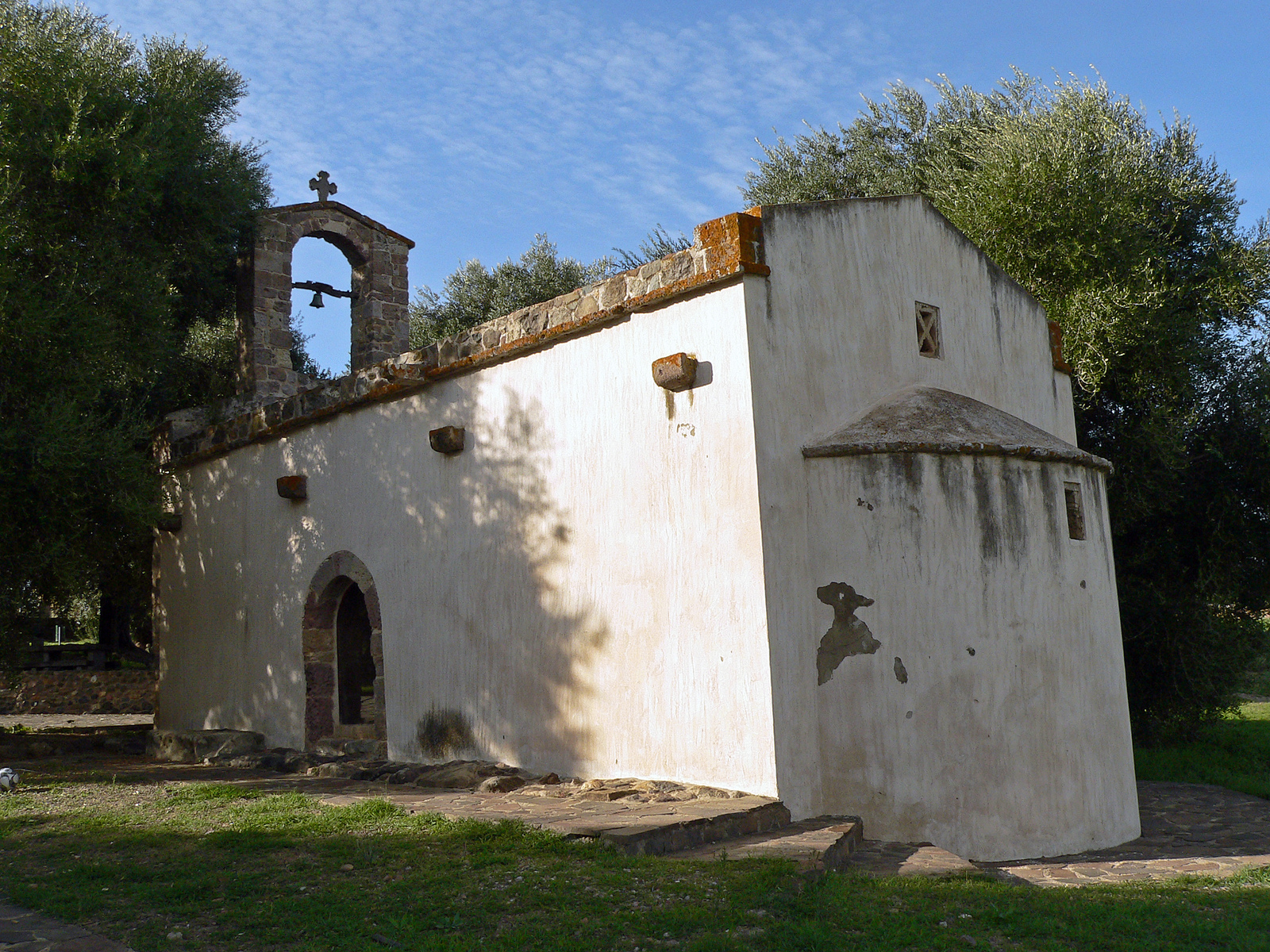
Chiesa campestre di San Leonardo

Come attestano i numerosi ritrovamenti il paese fu abitato fin dall'epoca nuragica e in particolare in località Su Moinu de Perdaxius è possibile visitare alcune caverne le quali erano adibite al tempo come sepolcro.
Lo sviluppo del centro abitato si ebbe però solo nel Medioevo, in conseguenza della fondazione da parte dei monaci benedettini di un convento di cui sono ancora visibili tracce come il pozzo, la casa dei religiosi e parte delle stalle. Fu parte della curatoria di Sulcis, appartenente al Giudicato di Cagliari. L'esistenza della villa col nome di Petrargio, Perdacha o Pantagus è attestata dal 1260 al 1421, anno in cui risulta abbandonata, come il resto dei centri abitati del Sulcis.
Ripopolato attorno al XVIII secolo, ebbe una popolazione altalenante fino ad assumere un assetto stabile solo nel 1958 divenendo comune autonomo.

### Simboli
Lo stemma e il gonfalone del Comune di Perdaxius sono stati concessi con decreto del presidente della Repubblica del 14 marzo 2002.
(D.P.R. del 14 marzo 2002)
Il gonfalone è un drappo di giallo bordato di azzurro.

## Società

### Evoluzione demografica
Abitanti censiti

### Lingue e dialetti
La variante del sardo parlata a Perdaxius è il campidanese sulcitano.

## Geografia antropica

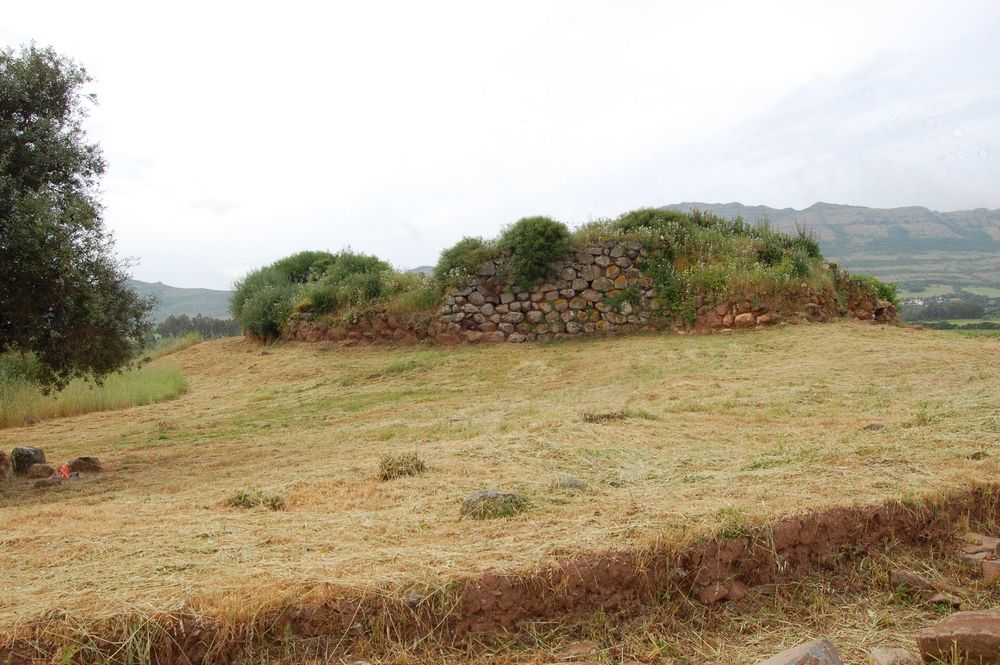
Nuraghe Camboni

### Frazioni
Il Comune di Perdaxius comprende anche le seguenti frazioni:
- Bingixedda
- Is Manais
- Is Melas
- Is Pillonis
- Is Pistis
- Is Porcus
- Is Senis
- Mitza Justa
- Pesus
- San Leonardo
- Tanca Manna
- Is Atzoris
- Tana Margianis

## Economia
Nel territorio comunale di Perdaxius era presente la miniera di San Simplicio. Fu una piccola miniera di galena argentifera.